# حادثه ۲۶ فوریه
حادثه ۲۶ فوریه (به ژاپنی: 二・二六事件 Niniroku Jiken) اقدام به کودتایی نافرجام در امپراتوری ژاپن در تاریخ ۲۶ فوریه سال ۱۹۳۶ بود. این اقدام به کودتا توسط گروهی از افسران جوان ارتش سلطنتی ژاپن (IJA) با هدف پاکسازی رهبران دولتی و نظامی از رقبای جناحی و مخالفان ایدئولوژیک خودشان انجام شد.
با این حال که شورشی‌ها موفق شدند در ابتدا برخی از شخصیت‌های کلیدی از جمله دو نخست‌وزیر پیشین را ترور کنند و مرکز دولتی پایتخت را به تصرف خود درآورند اما نتوانستند اوکادا کیسوکه، نخست‌وزیر وقت را از پای درآوردند و کاخ امپراتوری را به‌طور کامل کنترل کنند. از آنجایی حامیان آن‌ها در ارتش به دنبال سودجویی از این اقدام بودند و برخی دیگر نیز در ارتش با آن مخالفت کردند، کودتاگران نتوانستند دولت را تغییر دهند. با برخاستن بخش عمده‌ای از ارتش علیه کودتاگران، شورشی‌ها بدون حصول نتیجه خاصی سه روز پس از آغاز کودتا در ۲۹ فوریه ۱۹۳۶ خود را تسلیم کردند.
برخلاف اقدامات پیشین (حادثه مارس (مارس ۱۹۳۱)، حادثه اکتبر (اکتبر ۱۹۳۱)، حادثه ۱۵ مه (۱۹۳۲)، حادثه آکادمی نظامی (۱۹۳۴)، این مورد یعنی حادثه ۲۶ فوریه عواقب شدیدی برای «افسران جوان» به دنبال داشت. پس از مجموعه‌ای از محاکمات پشت پرده ۱۹ تن از رهبران کودتا به اتهام شورش اعدام شدند و ۴۰ نفر دیگر زندانی گردیدند. پس از شکست این کودتا جناح راه امپراتور نفوذ خود را در ارتش از دست داد، دوره «دولت با ترور» به پایان رسید و ارتش کنترل خود را بر دولت غیرنظامی افزایش داد. حادثه پل مارکو پولو سال بعد اتفاق افتاد.

## رقابت‌های جناحی در ارتش

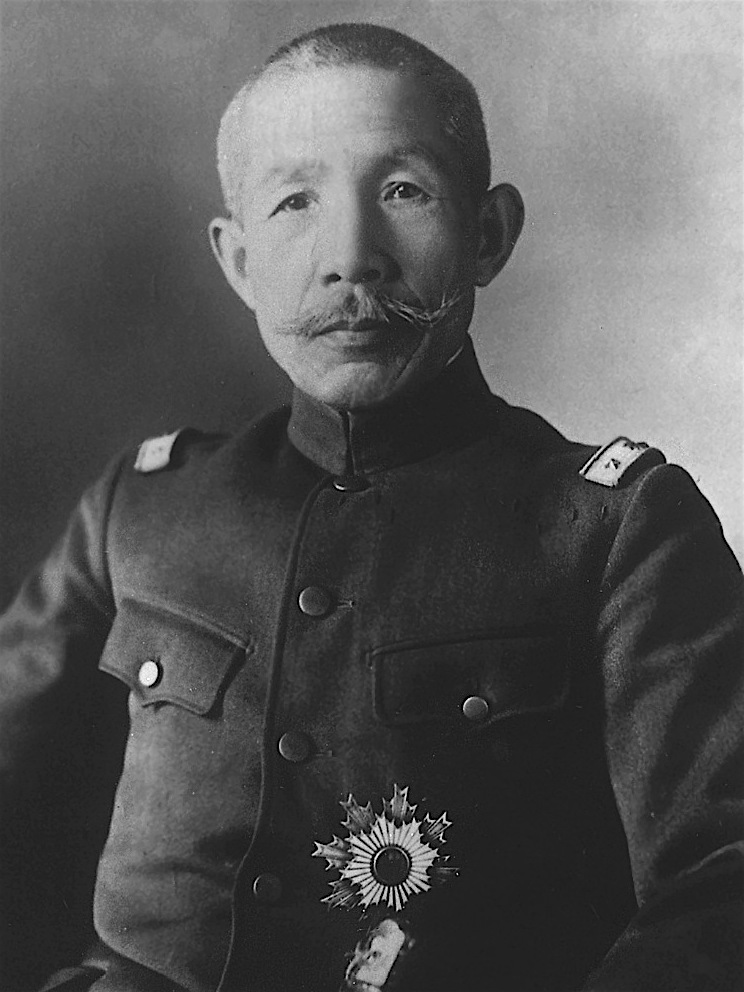
آراکی سادائو رهبر جناح راه امپراتور

ارتش امپراتوری ژاپن سابقه طولانی جناح گرایی را در میان افسران رده‌های بالای خود داشت که در اصل از رقابت‌های دامنه‌دار در دوره میجی بود. در اوایل دهه ۱۹۳۰ افسران فرماندهی عالی‌رتبه به دو گروه اصلی غیررسمی تقسیم شدند: جناح راه امپراتور به رهبری ژنرال آراکی سادائو و متحد او ژنرال ماساکی جینزابورو - و جناح کنترل که ژنرال ناگاتا تتسوزان عضو این جناح بود.
جناح راه امپراتور بر اهمیت فرهنگ ژاپنی، بالاتر بودن ارزش خلوص معنوی بر ارزش‌های مادی و هوکوشین-رون یا نیاز به حمله به اتحاد جماهیر شوروی تأکید می‌کردند، در حالی که افسران جناح کنترل - به شدت تحت‌تاثیر ایده‌های ستاد کل آلمان بودند، از برنامه‌ریزی اقتصادی و نظامی‌گری (جنگ تمام‌عیار)، مدرن‌سازی صنعتی، مکانیزه کردن و گسترش کشور از طریق نانشین-رون یا حمله به چین حمایت می‌کردند- جناح راه امپراتور در ارتش در طول دوره تصدی آراکی سادائو به عنوان وزیر ارتش از سال ۱۹۳۱ تا ۳۴، که مهم‌ترین جایگاه کارکنان را اشغال کرده بود، حاکم بود، اما بسیاری از اعضای آن با استعفای آراکی سادائو جایگزین شدند.

### افسران جوان
افسران ارتش ژاپن به دو دسته تقسیم می‌شدند؛
1. کسانی که تحصیلات آن‌ها در آکادمی ارتش امپراتوری ژاپن (آکادمی در مقطع کارشناسی) پایان یافته بود.
2. کسانی که در کالج معتبر دانشگاه ارتش (ژاپن) (یک مدرسه فارغ‌التحصیلی برای افسران سطح متوسط) پیشرفت کرده بودند. گروه دوم افسران نخبه را تشکیل می‌دادند، در حالی که افسران گروه آکادمی ارتش به‌طور سنتی از پیشرفت به سمت‌های کارمندی سطح بالاتر منع می‌شدند. تعدادی از این افسران آکادمی ارتش کم امتیاز یک گروه جوان و بسیار سیاسی در داخل ارتش تشکیل دادند که اغلب از آنها به عنوان «افسران جوان» یاد می‌شود. (青年将校).

افسران جوان بر این باور بودند که مشکلات پیش روی ملت نتیجه فاصله گرفتن از کوکوتای (国体)بود یک
واژه که اغلب به عنوان «سیاست ملی» ترجمه می‌شود و به شدت ارتباط بین امپراتور و دولت ژاپن را نشان می‌دهد. آنها ادعا داشتند که طبقات ممتاز از مردم سوءاستفاده کرده، و منجر به فقر گسترده در مناطق روستایی شده، و امپراتور را فریب داده و قدرت او را تضعیف و ژاپن را ضعیف کرده‌اند. آن‌ها باور داشتند که راه‌حل در انجام اصلاحات شووا است که از اصلاحات میجی ۷۰ سال پیش الگو گرفته بود. افسران عقیده داشتند که با قیام و نابود کردن «مشاوران شیطان‌صفت در کنار تخت سلطنت»، امپراتور را قادر خواهند ساخت که قدرت خود را تثبیت کند. سپس امپراتور عقاید غربی و کسانی که از مردم سوءاستفاده می‌کنند را تصفیه می‌کند و کامیابی را به ملت بازمی‌گرداند. این باورها به شدت تحت‌تاثیر اندیشه ملی‌گرای معاصر، به ویژه فلسفه سیاسی سوسیالیست سابق کیتا ایکی قرار گرفته بود. و تقریباً همه زیردستان آن‌ها از خانواده‌های خرده‌دهقان‌پیشه فقیر یا طبقه کارگر بودند.
تعداد گروه افسران جوان متفاوت بود، اما تخمین زده می‌شود که تقریباً ۱۰۰ عضو منظم داشته باشد که عمدتاً افسران در منطقه توکیو بودند. رهبر غیررسمی آن نیشیدا میتسوگی بود. ستوان سابق ارتش و شاگرد کیتا، نیشیدا به یکی از اعضای برجسته جوامع ملی‌گرای غیرنظامی تبدیل شد که از اواخر دهه ۱۹۲۰ گسترش یافت. وی از گروه ارتش به عنوان جناح اصلی کوکوتای (国体 原理 派) یاد می‌کرد. او حداقل تا حدی در بیشتر خشونت‌های سیاسی آن دوره دخیل بود، پس از حادثه مارس و حادثه اکتبر سال ۱۹۳۱، اعضای ارتش و نیروی دریایی این گروه از هم جدا شدند و تا حد زیادی ارتباط خود را با ملی‌گرایان غیرنظامی پایان دادند.
در این حادثه هفت هدف برای ترور به جرم «تهدید کوکوتای» انتخاب شده‌اند:
| نام              | مقام                                                    | دلایل بیان شده برای انتخاب |
| ---------------- | ------------------------------------------------------- | --- |
| اوکادا کیسوکه    | نخست‌وزیر ژاپن                                           | پشتیبانی از پیمان دریایی لندن، حمایت از «نظریه ارگان» کوکوتای، در «نظریه ارگان» کوکوتای به عنوان «شکل طبقاتی» به معنای «امپراتور به عنوان عضوی از طبقات اجتماعی» درک می‌شود، در حالی که اقتدارگرایان قدرت عرفانی به کوکوتای می‌بخشیدند. به عقیده آنان امپراتور (تننو) یک «خدا» در میان «انسان‌ها» و تجسم اخلاق ملی بود. این مفهوم کوکوتای فراقانونی بود. |
| سای‌اونجی کینموچی | گنرو، نخست‌وزیر سابق                                     | پشتیبانی از پیمان دریایی لندن، باعث شد امپراتور کابینت‌های نامناسبی تشکیل دهد. |
| ماکینو نوبوآکی   | لرد نگهبان مهر خصوصی، وزیر خارجه سابق                   | پشتیبانی از معاهده دریایی لندن، جلوگیری از اعتراض شاهزاده فوشیمی هیرویاسو به امپراتور در آن زمان، ایجاد یک فراکسیون درباری با سایتو ماکوتو. |
| سوزوکی کانتارو   | هیئت چمبرلین ژاپن                                       | حمایت از معاهده دریایی لندن، حمایت از «نظریه ارگان» کوکوتای (در نظر داشتن امپراتور به عنوان یک منصب نه یک خدا) |
| سایتو ماکوتو     | لرد نگهبان مهر خصوصی، نخست‌وزیر سابق                     | حمایت از پیمان دریایی لندن، دخالت در برکناری ماساکی جینزابورو، ایجاد فراکسیون دادگاه با ماکینو نوبوآکی. |
| تاکاهاشی کوره‌کیو | وزیر دارایی، نخست‌وزیر سابق                              | مشارکت در سیاست حزب، تلاش برای تضعیف ارتش، ادامه ساختار اقتصادی موجود. |
| واتانابه جوتارو  | جایگزینی ماساکی جینزابورو به عنوان بازرس کل آموزش نظامی | حمایت از «نظریه ارگان» کوکوتای (در نظر داشتن امپراتور به عنوان یک منصب نه یک خدا)، امتناع از استعفا دادن با وجود نامناسب بودنش. |

## عواقب بعدی

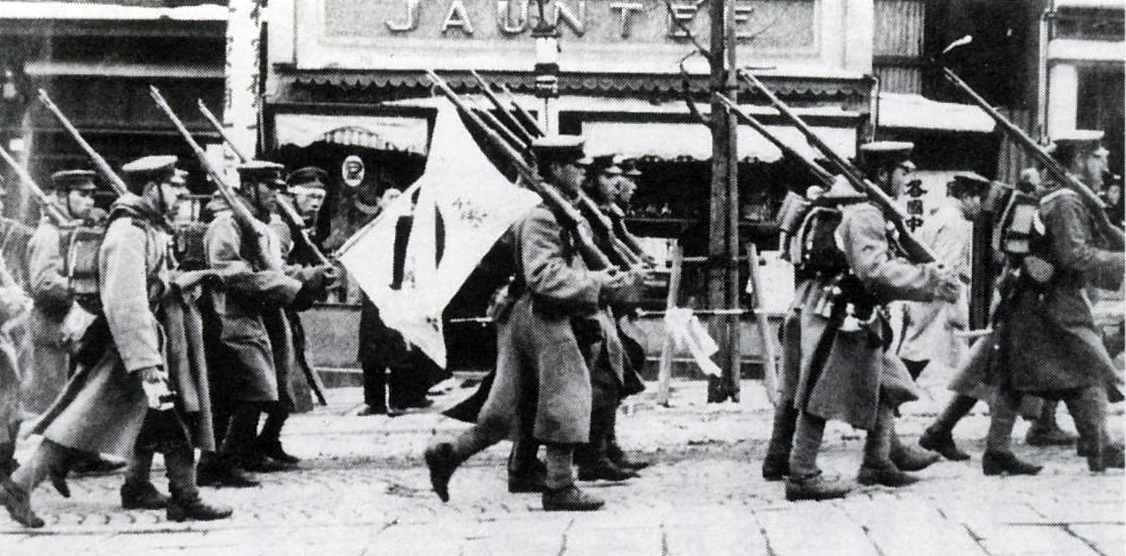
عواقب بعدی

علیرغم عدم موفقیت در کودتا، واقعه ۲۶ فوریه تأثیر قابل توجهی در افزایش نفوذ ارتش بر دولت غیرنظامی داشت. کابینه اوکادا کیسوکه در ۹ مارس استعفا داد و کابینه جدید توسط هیروتا کوکی (۱۹۳۷–۱۹۳۶)، وزیر امور خارجه اوکادا تشکیل شد. اما این انتقال بدون مشکل نبود. هنگامی که انتخاب اعضای کابینه هیروتا روشن شد، ژنرال ترائوچی هیساایچی، وزیر ارتش کابینه جدید، نارضایتی خود را از برخی انتخاب‌ها ابراز کرد. هیروتا به خواسته‌های ترائوچی تن داد و گزینه‌های خود را تغییر داد، به عنوان مثال هاچیرو آریتا را به جای یوشیدا شیگه‌رو به عنوان وزیر امور خارجه انتخاب کرد.
این دخالت در انتخاب کابینه با این درخواست روبرو شد که فقط نظامیان وظیفه فعال، مجاز به خدمت به عنوان وزیر ارتش و وزیر نیروی دریایی هستند. تا این مرحله نظامیان ذخیره و بازنشسته نیز مجاز به خدمت در این سمت‌ها بودند. این درخواست در ۱۸ مه توسط فرماندهان امپراتوری پذیرفته و مجاز شد. این تغییر پیامدهای گسترده‌ای برای دولت ژاپن در پی داشت، زیرا در واقع باعث به وجود آمدن حق وتو بر سیاست‌های دولت توسط نظامیان شد. به این ترتیب که با درخواست یک وزیر نظامی برای استعفا و امتناع از تعیین یک نظامی جدید به عنوان جانشین وی، نظامیان می‌توانستند باعث شود که یک دولت به میل نظامیان سقوط کند.
در حقیقت، این سرنوشت کمتر از یک سال بعد توسط هیروتا کوکی (۱۹۳۷–۱۹۳۶) پس از جلسهٔ معروف به هاراکیری پرسش و پاسخ در مجلس امپراتوری تجربه شد، زمانی که ترائوچی هیساایچی به دلیل امتناع هیروتا در منحل کردن مجلس امپراتوری موجب استعفای او شد.